# 서시 (시)
《서시》는 윤동주의 시이다. 시집 〈하늘과 바람과 별과 시〉 앞머리에 수록되어 있다. 연희전문 졸업을 1개월 앞두고 쓴 이 작품은 서시(序詩)인 만큼 그의 시집의 정신을 대표한다고 하겠다. 그가 가야 할 길이란 식민지 일제의 질곡(桎梏)에도 불구하고, 겸손한 의지와 신념으로 민족을 위해 광명을 선사하는 일이며, 고결한 지성으로 불굴의 절조를 노래하는 것이었다. 그는 이 길을 가기 위해서 종교적인 자세로 하늘에 대고 부끄러움이 없기를 바랐다. '부끄러움이 없기를 …괴로워했다'는 것은 모호한 표현이면서도 이 작품에서는 희구에 대한 강한 이미지로 부각되어 시적 효과를 거두고 있다.